# Postcards from Heaven
Postcards From Heaven es el segundo álbum de estudio del dúo británico Lighthouse Family, publicado por el sello discográfico Wildcard/Polydor Records en octubre de 1997. El álbum situó tres temas en el Top 10 (Raincloud, High y Lost in Space) y dos en el Top 30 (Question of Faith y Postcard from Heaven), y ha sido 4 veces disco de platino.

## Canciones
|     | Título                 | Puesto en listas                                  | Duración |
| --- | ---------------------- | ------------------------------------------------- | -------- |
| 1.  | "Raincloud"            | En septiembre de 1997 alcanzó el puesto número 6. | 4:33     |
| 2.  | "Once in a Blue Moon"  |                                                   | 3:54     |
| 3.  | "Question of Faith"    | En octubre de 1998 alcanzó el puesto número 21.   | 4:32     |
| 4.  | "Let It All Change"    |                                                   | 5:14     |
| 5.  | "Sun in the Night"     |                                                   | 5:21     |
| 6.  | "High"                 | En enero de 1998 alcanzó el puesto número 4.      | 5:10     |
| 7.  | "Lost in Space"        | En mayo de 1998 alcanzó el puesto número 6.       | 5:22     |
| 8.  | "When I Was Younger"   |                                                   | 4:16     |
| 9.  | "Restless"             |                                                   | 4:37     |
| 10. | "Postcard from Heaven" | En enero de 1999 alcanzó el puesto número 24.     | 4:20     |

### Edición de 11 canciones.
En algunas reediciones, "Lifted" (del álbum Ocean Drive) se incluyó como octava canción.

### Edición de doble CD
Algunas reediciones se incluyeron en un disco adicional junto a seis remezclas
1. "High" (Itaal Shur's Beautiful Urban Mix) – 6:40
2. "High" (Inner City Mix) – 6:42
3. "Raincloud" (Basement Boys Style 12" Mix) – 8:05
4. "Raincloud" (D'Influence Mix) – 5:26
5. "Lifted" (Linslee 7" Mix) – 4:01
6. "Ocean Drive" (Linslee R&B Mix) – 4:01

## Listas internacionales (Chart)
| País          | Fecha           | Posición | Ventas    |                                 |
| ------------- | --------------- | -------- | --------- | ------------------------------- |
| Reino Unido   | octubre de 1997 | 2        | 1.2 mill. | Disco de platino en 4 ocasiones |
| Suiza         | mayo de 1998    | 12       | --        | --                              |
| Holanda       | junio de 1998   | 16       | --        | --                              |
| Austria       | junio de 1998   | 18       | --        | --                              |
| Noruega       | junio de 1999   | 23       | --        | --                              |
| Nueva Zelanda | febrero de 1998 | 24       | --        | --                              |
| Suecia        | mayo de 1998    | 25       | --        | --                              |
| Francia       | octubre de 1998 | 44       | --        | --                              |